# バケット

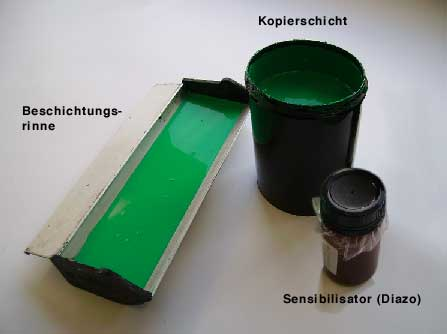
乳剤が入ったバケット(左側)

バケットは、シルクスクリーン印刷の製版作業において、乳剤をスクリーンに塗布するための道具。多くはステンレス製であるため、STAINLESS STEEL BUCKETSとも呼ばれる。
長さはオーダーメイドできる。ミノグループ社製が主流である。